# Константиново (Рамешковский район)
Константиново — деревня в Рамешковском районе Тверской области.

## География
Находится в восточной части Тверской области на расстоянии приблизительно 16 км на юго-запад по прямой от районного центра поселка Рамешки.

## История
В 1859 году в помещичьей карельской деревне Константиново — 59 дворов, в 1887 — 77, в 2001 — 13 домов местных жителей и 22 дома — собственность наследников и дачников. В советское время работали колхозы «Верный путь», «Заветы Ильича» и совхоз «Тучевский». До 2021 входила в сельское поселение Никольское Рамешковского района до их упразднения.

## Население
Численность населения: 386 человек (1859 год), 434 (1887, в том числе карелы 79 % и русские 20 %), 321 (1936), 39 (1989), 17 (карелы 47 %, русские 53 %) в 2002 году, 22 в 2010.